# Thea Sofie Kleven
Thea Sofie Kleven (* 22. Dezember 2000; † 17. Dezember 2018) war eine norwegische Skispringerin.

## Werdegang
Thea Sofie Kleven startete für den Gjerpenkollen Hoppklubb. Sie startete erstmals auf internationaler Ebene im Rahmen der Nordischen Junioren-Weltmeisterschaften 2016 in Râșnov, bei denen sie im Einzelwettbewerb Platz 25 belegte. Im März 2016 startete sie daraufhin in Harrachov erstmals im FIS-Cup. Ihre nächste Wettbewerbsteilnahme am 10. September 2016 in Lillehammer war zugleich ihr Debüt im Continental Cup, bei dem sie überraschenderweise den COC-Wettbewerb gewann.
Bei den Junioren-Weltmeisterschaften 2017 in Park City, Utah erreichte Kleven im Einzelwettbewerb Platz 15. Im Teamwettbewerb erreichte sie zusammen mit Tonje Bakke, Silje Opseth und Anna Odine Strøm den vierten Platz.
Kleven starb am 17. Dezember 2018, fünf Tage vor ihrem 18. Geburtstag. Informationen zu den Todesumständen wurden nicht veröffentlicht.

## Erfolge

### Continental-Cup-Siege im Einzel
| Nr. | Datum              | Ort         | Typ           |
| --- | ------------------ | ----------- | ------------- |
| 1.  | 10. September 2016 | Lillehammer | Normalschanze |

## Statistik

### Continental-Cup-Platzierungen
| Saison  | Sommer | Sommer | Winter | Winter | Gesamt | Gesamt |
| Saison  | Platz  | Punkte | Platz  | Punkte | Platz  | Punkte |
| ------- | ------ | ------ | ------ | ------ | ------ | ------ |
| 2016/17 | 06.    | 100    | 21.    | 018    | 08.    | 118    |
| 2017/18 | 08.    | 128    | –      | –      | 12.    | 128    |
| 2018/19 | 17.    | 027    | –      | –      | 49.    | 027    |